# Michael Gray
Michael Gray, född den 3 augusti 1974 i Sunderland, England, är en före detta engelsk fotbollsspelare som spelade i Sunderland under tolv år. 
Gray startade sin karriär i Sunderland strax efter sin artonårsdag 1992 och spelade i klubben till 21 januari 2004 då han flyttade till Blackburn som free transfer. Han gjorde bra ifrån sig där och lånades ut under två perioder till Leeds som var intresserade av att köpa honom. Den 25 juli 2007 skrev han på ett 12 månaderskontrakt med Wolves, detta förlängdes med ytterligare ett år sommaren 2008. Då han inte fick så mycket speltid lånades han ut till Sheffield Wednesday i januari 2009 som sedan skrev ett kontrakt med honom som gäller säsongen ut.
Han har spelat 3 matcher för England.